# آیرونویل (کنتاکی)
آیرونویل (به انگلیسی: Ironville) یک منطقهٔ مسکونی در ایالات متحده آمریکا است که در شهرستان بوید، کنتاکی واقع شده‌است. آیرونویل ۲۸۸٬۶۴۹ نفر جمعیت دارد.